# Bactrocera bancroftii
Bactrocera bancroftii
 es una especie de díptero que Tryon describió por primera vez en 1927. Bactrocera bancroftii pertenece al género Bactrocera de la familia Tephritidae.